# 聖龐大良教堂 (科隆)
聖龐大良教堂（德語：St. Pantaleon）是位於德國城市科隆的一座早期羅馬式建築教堂，教堂的歷史可以追溯至10世紀，是科隆的十二座羅馬式教堂之一。 2005年，教宗本篤十六世參觀了這座教堂。

## 外部連結
- Website of the Church of Saint Pantaleon （页面存档备份，存于） (German)
- Sacred Destinations: St. Pantaleon Church （页面存档备份，存于）

50°55′43″N 6°56′53″E / 50.92861°N 6.94806°E